# Spoorlijn Blainville-Damelevières - Lure
De Spoorlijn Blainville-Damelevières - Lure is een Franse spoorlijn van Blainville naar Lure. De lijn is in totaal 125,5 km lang en heeft als lijnnummer 042 000.

## Geschiedenis
De spoorlijn werd door de Chemins de fer de l'Est geopend in drie gedeeltes. Van Blainville naar Épinal op 24 juni 1857, van Épinal naar Aillevillers op 24 september 1863 en van Aillevillers naar Lure op 25 april 1878.

## Treindiensten
De SNCF verzorgt het personenvervoer op dit traject met TGV en TER treinen.
| Serie      | Treinsoort | Route                                                                                         | Bijzonderheden                                   |
| ---------- | ---------- | --------------------------------------------------------------------------------------------- | ------------------------------------------------ |
| TGV 2500   | TGV (SNCF) | Paris Est – Meuse TGV – Nancy-Ville – Épinal – [ Remiremont ] / [ Saint-Dié-des-Vosges ]      | Een trein naar Remiremont / Saint-Dié-des-Vosges |
| TER 835800 | TER (SNCF) | Nancy-Ville – Blainville-Damelevières – Charmes – Épinal – Remiremont                         |                                                  |
| C 40       | TER (SNCF) | Metz-Ville – Pagny-sur-Moselle – Pont-à-Mousson – Nancy-Ville – Charmes – Épinal – Remiremont |                                                  |
| C 43       | TER (SNCF) | Nancy-Ville – Charmes – Épinal                                                                |                                                  |
| P 50       | TER (SNCF) | Belfort – Lure – Aillevillers – Épinal                                                        |                                                  |

## Aansluitingen
In de volgende plaatsen is of was er een aansluiting op de volgende spoorlijnen:
Blainville-Damelevières
RFN 043 300, raccordement van Blainville
RFN 070 000, spoorlijn tussen Noisy-le-Sec en Strasbourg-Ville
Bayon
lijn tussen Bayon en Neuves-Maisons
Charmes
lijn tussen Charmes en Rambervillers
Épinal
RFN 030 000, spoorlijn tussen Neufchâteau en Épinal
RFN 056 300, raccordement van Golbey
RFN 060 000, spoorlijn tussen Épinal en Bussang
Dinozé
RFN 058 300, raccordement van Dinozé
RFN 059 910, lus van Bertraménil
Aillevillers
RFN 053 000, spoorlijn tussen Aillevillers en Plombières-les-Bains
RFN 057 000, spoorlijn tussen Aillevillers en Port-d'Atelier-Amance
Corbenay
RFN 054 000, spoorlijn tussen Corbenay en Faymont
Lure
RFN 001 000, spoorlijn tussen Paris-Est en Mulhouse-Ville
RFN 857 000, spoorlijn tussen Montbozon en Lure

## Elektrificatie
Het gedeelte tussen Blainville en Épinal werd in 2005 geëlektrificeerd met een wisselspanning van 25.000 volt 50 Hz.